# ハ80 (エンジン)
ハ80とは第二次世界大戦後期に三菱航空機が開発した航空機用ディーゼルエンジンである。
ハ80は陸海軍統合名称であり、海軍呼称は三菱研5号、陸軍呼称はハ300、社内呼称はD4（DはDieselの意）。
満州で生産の始まったフィッシャー油（液化石炭）を利用する長距離爆撃機用のエンジンとして開発が始まったが、戦局の悪化により試作段階で開発は中止された。

## 概要
三菱では以前より航空用ディーゼルエンジンの研究に着手していた。1931年（昭和6年）にはアメリカのパッカード社の給排気1弁式を用いた空冷星型9気筒4サイクルディーゼルエンジン（出力300馬力）の試作を行っており、その後も東京大学航空研究所の協力の下研究が続けられていた。
一方陸軍ではドイツのユンカース G.38を基にした九二式重爆撃機を採用、その生産を三菱が受け持っていた。このうち第5、6号機はユ式ユモ4型ディーゼルエンジンを搭載しており、三菱は自社で整備、試運転を行った上で実機に搭載していたが、1936年（昭和11年）に陸軍の命により国産化することになった。
このエンジンは社内呼称D3、陸軍呼称ハ22が与えられ、各部に三菱独自の改良を加えつつ1937年（昭和12年）夏に完成、同年中に陸軍審査を合格した。
その後比較検討の結果水冷式2サイクル対向ピストン型が航空用に最適という結論に至り、1938年（昭和13年）から各種研究を行い成果を得ていた。そして1943年（昭和18年）に満州産のフィッシャー油を利用する長距離爆撃機向けエンジンとして陸海軍から開発が指示された。これを受けて三菱では8気筒直列を並列に並べた16気筒エンジンの構想をまとめ、同年末から設計に入った。
試作作業は三菱、海軍空技廠、石川島航空工業の共同で進められたが、戦局の悪化に伴い試作機の完成前に開発が中止された。

## 諸元
- 形式：水冷対向ピストン並列16気筒2サイクルディーゼルエンジン
- ボア×ストローク：110mm×170mm
- 排気量：51.7L
- 乾燥重量：1,800kg
- 過給機：排気タービン過給器
- 使用燃料
  - セタン価：離昇時80以上、それ以外50以上
  - 凝固点：-40℃以上
- 離昇馬力：3,000HP / 3,000RPM
- 公称馬力：2,700HP / 2,800RPM
- 常用馬力：2,400HP / 2,500RPM

特筆ない出典は以下。